# Eragrostis trachycarpa
Eragrostis trachycarpa là một loài thực vật có hoa trong họ Hòa thảo. Loài này được (Benth.) Domin mô tả khoa học đầu tiên năm 1911.